# Nicole Anyomi
Etonam Nicole Anyomi (født 10. februar 2000) er en kvindelig tysk fodboldspiller, der spiller angreb for Eintracht Frankfurt i 1. Frauen-Bundesliga og Tysklands kvindefodboldlandshold. Hun er født i Krefeld, Tyskland af en togolesisk far og ghanesisk mor.
Hun blev første gang udtaget til det tyske A-landshold i 2021 af landstræner Martina Voss-Tecklenburg, til en venskabskamp mod Belgien, den 21. februar. Hun blev efterfølgende udtaget til EM i kvindefodbold 2022 i England.